# Klasse 203
Die U-Boot-Klasse 203 war ein nicht realisiertes Kleinst-Jagd-U-Boot-Projekt der Bundesmarine.

## Geschichte
Die in den 1960er Jahren geplanten Boote der Klasse 203 ähnelten den U-Booten der Klasse 202, sollten aber mit einem Walter-Antrieb ausgestattet werden. Sie boten allerdings keine bordeigene Nachlademöglichkeit für die 6000 Ah-Batterie des Elektroantriebs, der einen ↓-Fahrbereich von 400 sm bei 3–4 kn ermöglichen sollte. Das Boot war für eine 6-Mann-Besatzung geplant. Die Nenntauchtiefe war mit 60 m bei 2,5-facher Sicherheit angedacht. Als Bewaffnung waren 2–4 Torpedos vorgesehen. Das Boot sollte ein Kniebeuge-Sehrohr, ein Gruppenhorchgerät und ein kleines Minensonar im Bug sowie eine UT- und Echolotanlage erhalten. Ausgearbeitet wurde das Projekt beim Ingenieurkontor Lübeck (IKL) unter der Bezeichnung IK 19. Am Ende wurde das Projekt aus Kostengründen und wegen der Fehlschläge der Klasse 202 eingestellt.